# Marc Marshall
Marc Marshall (né le 24 décembre 1985 à Grenade) est un joueur de football international grenadien, qui évoluait au poste de défenseur.

## Biographie

### Carrière en sélection
Avec l'équipe de Grenade, il joue 49 matchs (pour aucun but inscrit) depuis 2004. 
Il figure notamment dans le groupe des sélectionnés lors des Gold Cup de 2009 et de 2011.